# Маркус Гросс
Ма́ркус Ґросс (нім. Marcus Groß, нар. 28 вересня 1989, Герліц) — німецький спортсмен-веслувальник, що спеціалізується на спринті.

## Участь у міжнародних змаганнях
Брав участь у трьох чемпіонатах світу з веслування. У Дартмуті (2009) змагався у перегонах байдарок-двійок на дистанції 500 м і виграв бронзову медаль. У Дуйсбурзі (2013) і в Москві (2014), де змагався у перегонах байдарок-двійок на дистанції 1000 м. На обох останніх чемпіонатах він став золотим призером.
На Олімпійських іграх 2016 року в Ріо-де-Жанейро Маркус Ґросс взяв участь одразу в двох змаганнях: перегонах байдарок-двійок і байдарок-четвірок.
17—18 серпня у парі з Максом Рендшмідтом взяв участь у перегонах байдарок-двійок на дистанції 1000 м, на яких німецькі спортсмени завоювали золоті медалі. 19—20 серпня разом з Максом Рендшмідтом, Томом Лібшером і Максом Гоффом змагався у перегонах байдарок-четвірок на дистанції 1000 м, де німецька команда також посіла перше місце.